# العلاقات بين إسرائيل وميانمار
إن العلاقات بين إسرائيل وميانمار تشير إلى العلاقات الثنائية بين إسرائيل وميانمار. وقد أقامت الدولتان روابط دبلوماسية في عام 1953. وتتمتع الدولة اليهودية بصداقة مع ميانمار منذ زمن طويل، وهي من بين البلدان الأولى في آسيا التي تعترف باستقلال إسرائيل وتقيم علاقات دبلوماسية مع الدولة. وهناك تعاون كبير بين البلدين، لا سيما في مجالي الزراعة والتعليم. لدى إسرائيل سفارة في يانغون، ولميانمار سفارة في تل أبيب. لا تعترف ميانمار بدولة فلسطين.

## زيارات الدولة

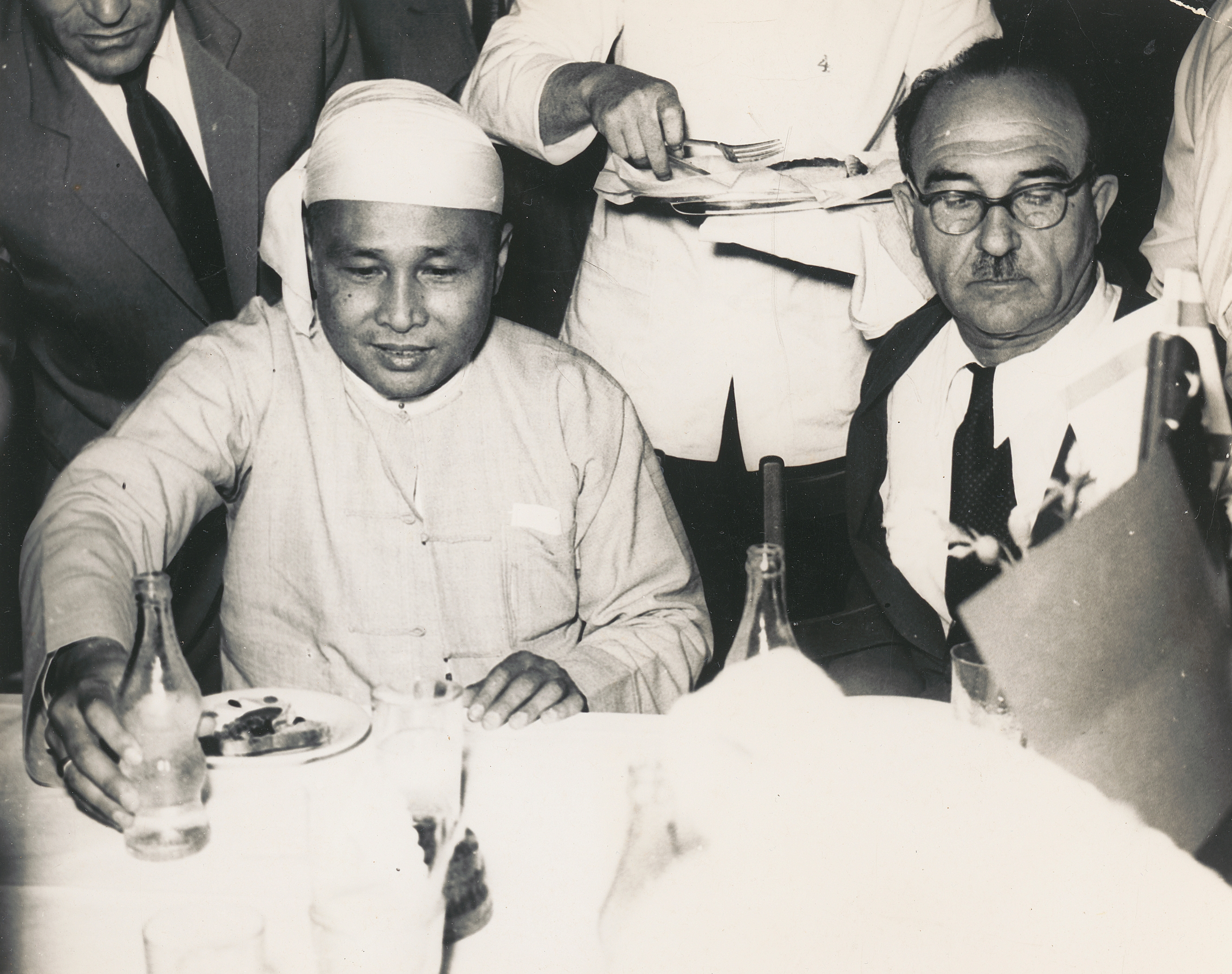
أو نو وليفي أشكول في عام 1955.

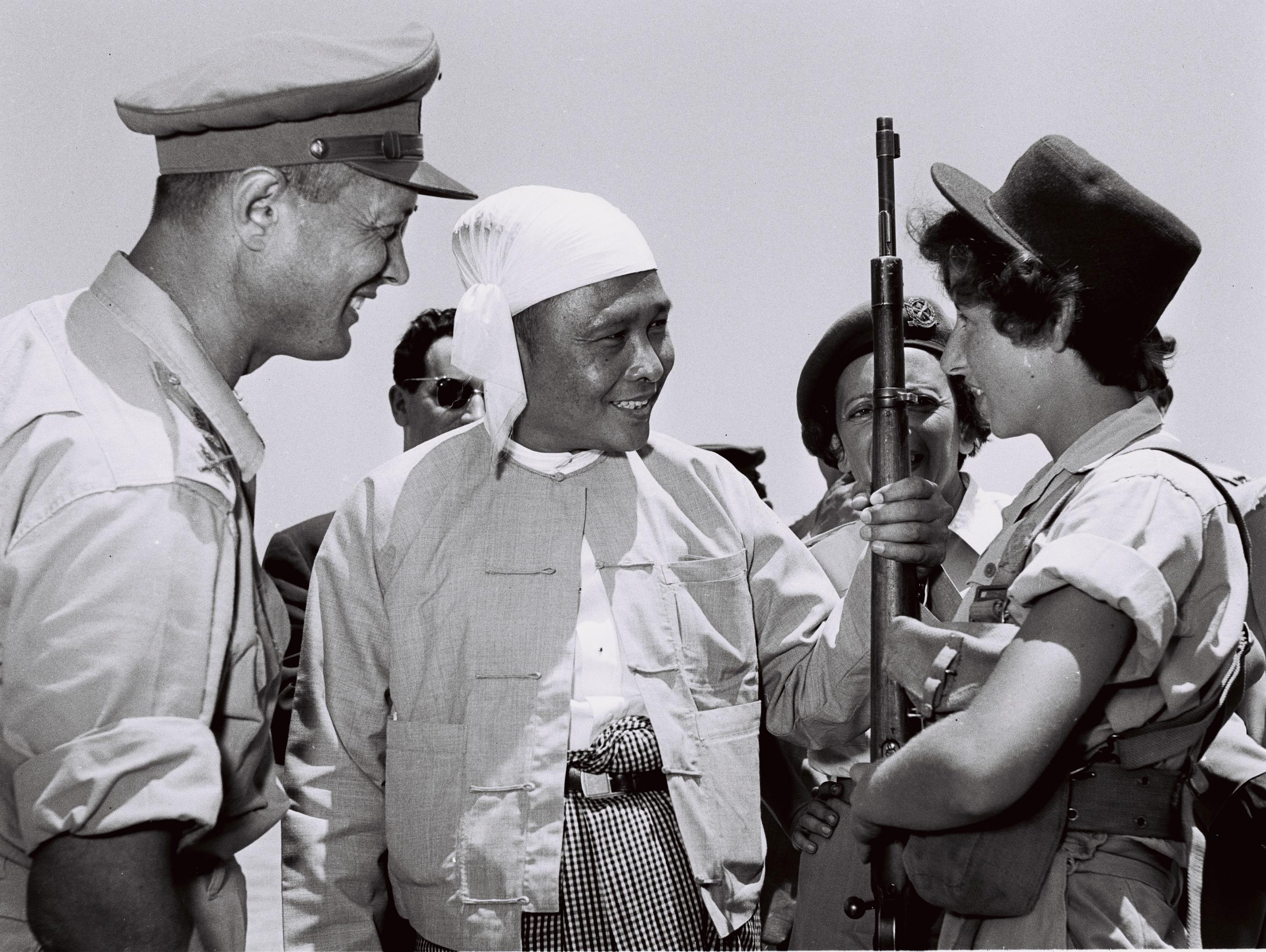
أو نو وموشيه دايان في عام 1955.

كان رئيس وزراء بورما أو نو ثاني زعيم أجنبي يزور إسرائيل, وذلك في عام 1955 (بعد زيارة الزعيم الليبيري توبمان عام 1954). قام دافيد بن غوريون، رئيس وزراء إسرائيل الأول، بزيارة يانغون في عام 1961.
وزار الجنرال مين أونغ هلاينغ إسرائيل في عام 2015 لتعزيز العلاقات الثنائية بين الدولتين.

## التاريخ
لقد حافظت إسرائيل على علاقات ودية مع ميانمار حتى في ظل نظام المجلس العسكري السابق. ومع ذلك، وعلى الرغم من العلاقات الوثيقة بين إسرائيل والمجلس العسكري البورمي، أعربت إسرائيل عن دعمها للناشطة المؤيدة للديمقراطية أونغ سان سو تشي في عدة مناسبات.
قدم سفير ميانمار الجديد وثائق تفويضه إلى الرئيس رؤوفين ريفلين في أغسطس 2016. وتحضر ابنة السفير المركز المتعدد التخصصات هيرزيليا، وهي أول طالب في هذا المجمع.
السفير الإسرائيلي الحالي لدى ميانمار هو دانييل زونشاين. وقابله موقع شبكي محلي للأنباء في ميانمار في عام 2016، ووصف العلاقات بين دولة إسرائيل وميانمار بأنها «جيدة وودية، مع إمكانية أن تكون أفضل وأكثر صداقة».
إسرائيل أحد الموردين العسكريين الرئيسيين للقوات المسلحة لميانمار. وفي سبتمبر 2017، قُدم إلى المحكمة العليا في إسرائيل التماس ضد مبيعات الأسلحة الإسرائيلية إلى ميانمار بشأن انتهاكات حقوق الإنسان ضد أقلية الروهينغيا. قرار المحكمة العليا في هذه القضية كان خاضعا لقرار منع النشر.
وفي عام 2018، تم التوقيع على اتفاق بين البلدين يمكن فيه لكلا البلدين استعراض كتب التاريخ المدرسية لكل منهما من أجل التحقق من الدقة.